# Sport-Almanach
Der Sport-Almanach war ein bedeutendes Statistikwerk der DDR zum Sport, das im Sportverlag Berlin erschien.
Der Sport-Almanach erschien erstmals 1958. Ab 1971 hieß er Das Jahr des Sports, ab 1980 Sport. Das Erscheinen wurde 1989 eingestellt.